# Revelj
Revelj è un film del 1917, diretto da Georg af Klercker. 

## Trama
Marianne, alle soglie dell'età legalmente adulta, si sta trasferendo nel castello di Glimmerup, presso la sua nuova responsabile legale e genitrice adottiva, sua zia, la contessa Hedvig von Wärnfelt. Un simpatico giovane tenente, col quale ella ha diviso lo scompartimento del treno, la aiuta a scaricare i bagagli.
La vita a Glimmerup non appare particolarmente rosea per la ragazza: la zia ha un carattere rigido ed una condotta di vita castigata, che mal si accordano con la vivacità e la nota sbarazzina della ragazza. Quando Marianne invita la servitù del castello a fungere da pubblico per la sua messa in scena improvvisata di un'opera teatrale, la zia la sorprende e le infligge, come punizione, un periodo di reclusione di due giorni in camera sua.
Marianne "evade" facilmente, e, sulla strada, reincontra il tenente del treno, Torsten Sommer. I due si rivedono in seguito diverse volte, e sboccia l'amore. La zia, ficcanasando, viene a saperlo, ed è contraria alla liaison; non le è difficile però far ricorso a suo cugino Herman von Wärnfelt, che è capitano dell'esercito, e quindi superiore di Torsten, e far sì che quest'ultimo trasferisca il giovane tenente in un'altra località, tanto più in quanto il capitano stesso si era invaghito della giovane. I due cugini, poi, violando il segreto postale fanno in modo che i due giovani non abbiano più notizie l'una dell'altro, a tal punto che Marianne si sente abbandonata da Torsten.
Sei mesi dopo, quindi, Marianne, non certo con entusiasmo, sposa Herman von Wärnfelt, nonostante la notevole differenza d'età.
Passa un anno ancora, la zia è morta, e le contingenze della vita militare fanno in modo che nei pressi del castello di Glimmerup, dove ora Marianne vive col marito, si svolga un'esercitazione. Dopo le fatiche della guerra simulata c'è il riposo del guerriero, e i von Wärnfelt invitano gli ufficiali ad un ballo al castello, mentre parte della truppa si accampa nel parco circostante. Fra gli invitati c'è anche Torsten Sommer, ora capitano. Torsten e Marianne si reincontrano, quindi, e cominciano a chiarirsi reciprocamente i malintesi che tempo prima hanno portato alla loro separazione. E, per approfondire maggiormente, Marianne dà appuntamento a Torsten per mezzanotte, dopo il ballo, nella camera di lei.
A Herman non è sfuggito tutto ciò. Egli si apposta, armato, fuori dalla camera della moglie: quando Torsten ne esce, a notte fonda, Herman gli punta contro una pistola, deciso ad ucciderlo. In quel mentre esce anche Marianne, e, vista la situazione, si getta a proteggere col suo corpo il corpo di Torsten. È ora chiaro anche a Herman che i due si amano, ed egli abbassa il braccio con l'arma, e si allontana.
Di lì a poco si ode il colpo di un'arma da fuoco: Herman si è ucciso. Dal parco del castello il trombettiere, uscito dalla tenda, intona la sveglia (Revelj) militare sul far dell'alba.

## Produzione
Revelj è il risultato di un concorso per sceneggiature indetto dalla casa di produzione cinematografica Hasselbladfilm (allora ramo della tuttora esistente azienda Hasselblad) e dal settimanale Vecko-Journalen. Al sesto posto si piazzò lo scrittore Carl Svensson-Granér, e nell'estate del 1917 si cominciò a girare il film. Come budget erano previste 250 corone. Le riprese furono realizzate presso gli studios della Hasselblad a Otterhällan (Göteborg), e gli esterni vennero realizzati da Carl Gustaf Florin presso il castello di Tjolöholm a Kungsbacka e lungo il tratto ferroviario Göteborg-Borås.
Il film è uscito il 26 dicembre 1917 al cinema Sture di Stoccolma.